# L'ultima spiaggia (romanzo)
L'ultima spiaggia (On the Beach) è un romanzo di fantascienza postapocalittica scritto dallo scrittore anglo-australiano Nevil Shute nel 1957. La prima edizione italiana è del 1959.
Dal romanzo sono stati tratti due film, di cui uno per la televisione. Nel primo il ruolo dello scienziato Osborne - che nel libro è un fisico ventottenne -  ha subìto una sostanziale modifica, soprattutto per quanto riguarda l'età e il carattere del personaggio.

## Trama
Nel 1957 la terza guerra mondiale ha devastato l'emisfero settentrionale del pianeta. La guerra è stata scatenata dalle piccole potenze atomiche (Albania ed Egitto) che hanno provocato la reazione delle superpotenze. Gli ultimi sopravvissuti sono confinati nell'emisfero australe, in Argentina, Cile, Sudafrica, Australia e Nuova Zelanda, ma il tempo loro rimasto è breve. Le nubi radioattive stanno lentamente scendendo da nord, uccidendo qualsiasi essere vivente al loro passaggio. Il governo ha distribuito delle pillole agli abitanti per affrettare la morte quando le sofferenze da radiazioni diventano insopportabili. Un'atmosfera di rassegnazione regna sugli ultimi mesi dell'umanità. Una dopo l'altra le città australiane soccombono alla nube radioattiva e le persone cercano di passare questo periodo come se tutto fosse normale.

## Filmografia
Dal romanzo sono stati tratti due film, di cui uno per la tv:
- L'ultima spiaggia (On the Beach, 1959), diretto da Stanley Kramer con Gregory Peck e Ava Gardner.
- L'ultima spiaggia (On the Beach, 2000), film TV diretta da Russell Mulcahy con Armand Assante e Rachel Ward e Bryan Brown.